# Galeazzo Pietra
Galeazzo Pietra (Pavia, 1462 – Vigevano, 27 ottobre 1552) è stato un vescovo cattolico italiano.

## Biografia
Galeazzo Pietra nacque da una nobile famiglia milanese, nel 1462. Era figlio di Francesco Brunoro Pietra e di sua moglie, la contessa Elisabetta Rossi di San Secondo. Suo padre era senatore a Milano e fu uno dei custodi dei giovani duchi Massimiliano e Francesco Sforza, figli di Ludovico il Moro.
Intrapresa la carriera ecclesiastica, si laureò in legge e successivamente vestì l'abito clericale, divenendo segretario del cardinale Ascanio Sforza, il quale pur dimorando a Roma, era a Milano ecclesiastico di notevole rilevanza in quanto fratello dei duchi milanesi Galeazzo Maria e Ludovico detto il Moro. A Roma il Pietra seppe distinguersi e venne nominato da papa Alessandro VI protonotario apostolico. Nel 1503 venne nominato Abate dell'Abbazia di Santa Maria di Acqualunga presso Frascarolo (provincia di Pavia), succedendo al toscano Francesco Todeschini Piccolomini, divenuto pontefice col nome di Pio III. Nel contempo divenne anche tesoriere generale del ducato di Milano sotto Massimiliano Sforza. Morto il cardinale Sforza nel 1505, decise di fare ritorno a Milano.
Anche dopo la caduta e la restaurazione cinquecentesca della signoria degli Sforza, rimase comunque molto legato alla famiglia, servendo fedelmente anche i duchi negli atti amministrativi come già aveva coadiuvato il cardinale nell'amministrazione delle proprie diocesi (Pavia, Novara e altre).
Fu per ricompensare il suo operato ligio che Francesco II Sforza, nel 1530, fece pressione su Papa Clemente VII perché istituisse una nuova diocesi per i territori dell'allora ducato milanese, distaccata da una parte della diocesi di Novara. La nuova diocesi venne fondata con la bolla del 16 marzo 1530 ("Pro excellenti praeminentia Sedis Apostolicae"), con la quale Galeazzo Pietra venne nominato vescovo della sede di Vigevano, ottenendo contestualmente la nomina a senatore a Milano. Venne quindi ordinato sacerdote.
Il 14 marzo 1533 accolse a Vigevano l'imperatore Carlo V del Sacro Romano Impero, dopo la quale avviò i lavori di costruzione per il palazzo vescovile della città e consacrò l'altare della cattedrale. Nel 1539 istituì la confraternita di Santa Maria Maddalena e nel 1546 quella di San Cristoforo.
Morì a Vigevano il 27 ottobre 1552, a novant'anni, e venne succeduto dal nipote Maurizio Pietra.

## Genealogia episcopale
La genealogia episcopale è:
- Arcivescovo Gabriele Mascioli, O.E.S.A.
- Vescovo Galeazzo Pietra